# Музыка Боливии
Адольфо Коста ду Релс:

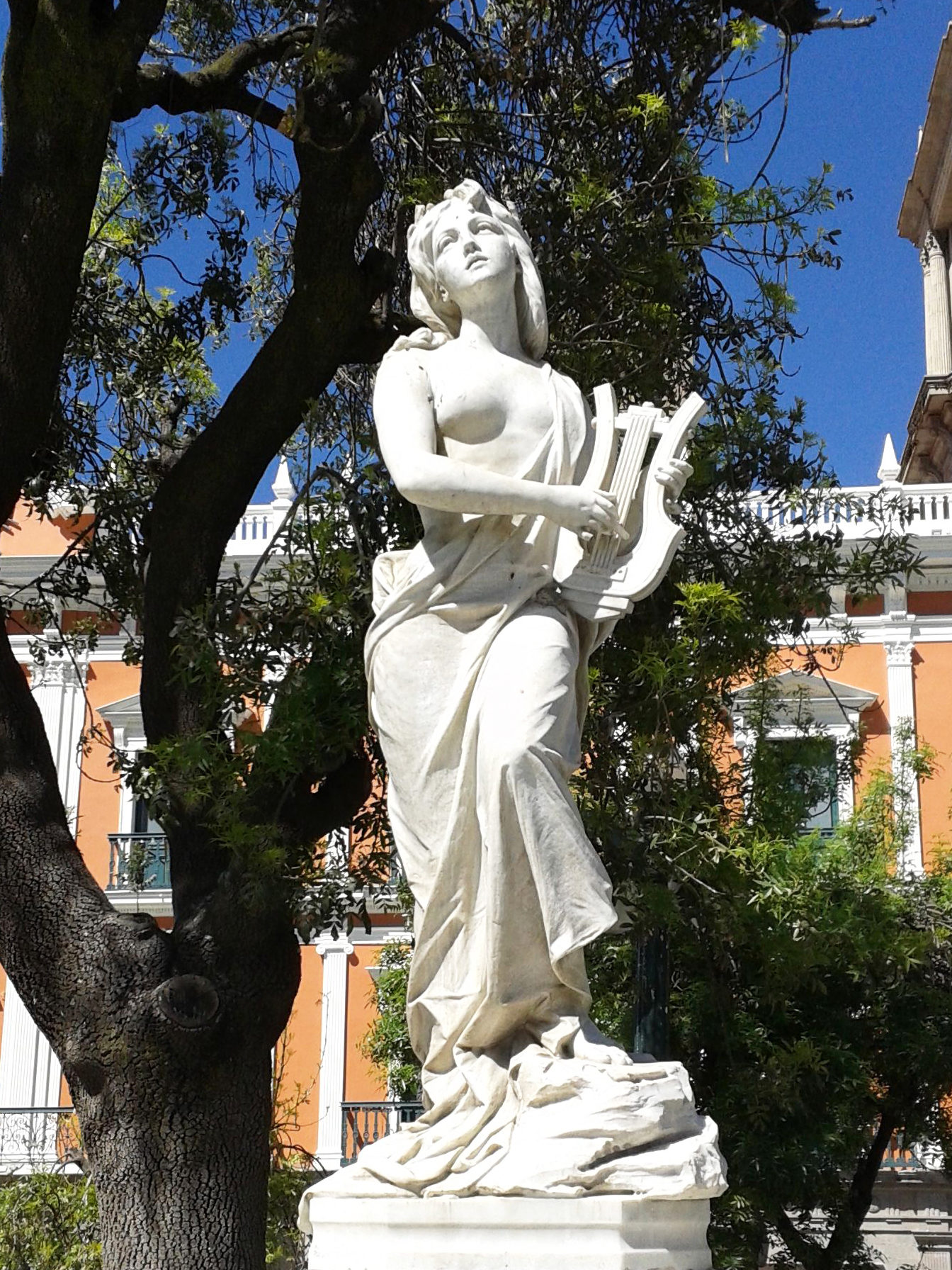
Скульптура Музыки в Ла-Пасе

Музыка в Боливии — это ветер.

Adolfo Costa du Rels:
La música en Bolivia es el viento.
Музыка в Боливии варьируется в зависимости от региона. Наиболее ярко музыкальное искусство представлено музыкой коренных индейцев (аймара, кечуа) и музыкой креолов. Индейские мотивы характерны для жителей горной части страны. В фольклоре жителей долин преобладает испанское влияние, и индейская музыка смешивается с креольской. В Центральных Андах, где индейцы составляют большинство, их древняя музыка сохраняется практически без изменений. На официальном уровне музыка, которая считается изначально боливийской, ревностно охраняется.
Считается, что музыка жителей горных районов по характеру сдержанная, несколько суровая, а музыка обитателей равнинной части Боливии более жизнерадостная. При этом, существует мнение, что индейская музыкальная культура доминирует над креольской. Музыка в Боливии XX века находилась под влиянием народных традиций, потому что 85% населения страны составляют коренные жители. Боливия не имеет выхода к морю, и в целом на её музыку повлияли музыка и культура граничащих стран: Аргентины, Бразилии, Перу, Чили и Парагвая. Музыка в больших городах развивалась также под влиянием популярных музыкальных течений других стран.

## Индейская музыка

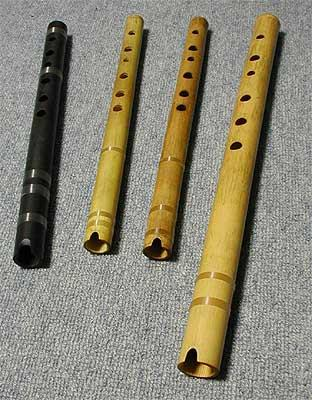
Флейты кена

Индейский музыкальный фольклор включает самобытные и разнообразные лирические песенные жанры (багуала, арави, видала, уанка), и популярные танцевальные инструментальные наигрыши (уайно, уайнито, йумбо). Весёлые и оживлённые песни уанка предназначены для сольного исполнения, так как у боливийских индейцев не развито хоровое пение. К наиболее известным индейским жанрам относятся коллективный танец уайно, связанный с тотемическими обрядами, и любовная песня арави (причём, древняя песня арави отлична от креольской ярави). В Андах кечуа сохранили свой хороводный танец с пением, а аймара — уникальные инструментальные жанры ч'или и чатре.
Индейской музыке свойственна ритмическая определённость и особенные ритмические формулы, чёткая структура формообразования. Она основана на пентатонике, при этом в ней используются все 5 пентатонных ладов. Для песен и танцев типична двудольность.
Широко распространены музыкальные инструменты доколумбовой эпохи: флейты пинкильо и кена, камышовые трубы эрке. Всего насчитывается свыше 20 типов духовых инструментов. Ударные инструменты представлены барабанами тинья, путука, большим уанкара (wankara). Появлению в индейской музыке струнных инструментов способствовали испанцы.

## Креольская музыка

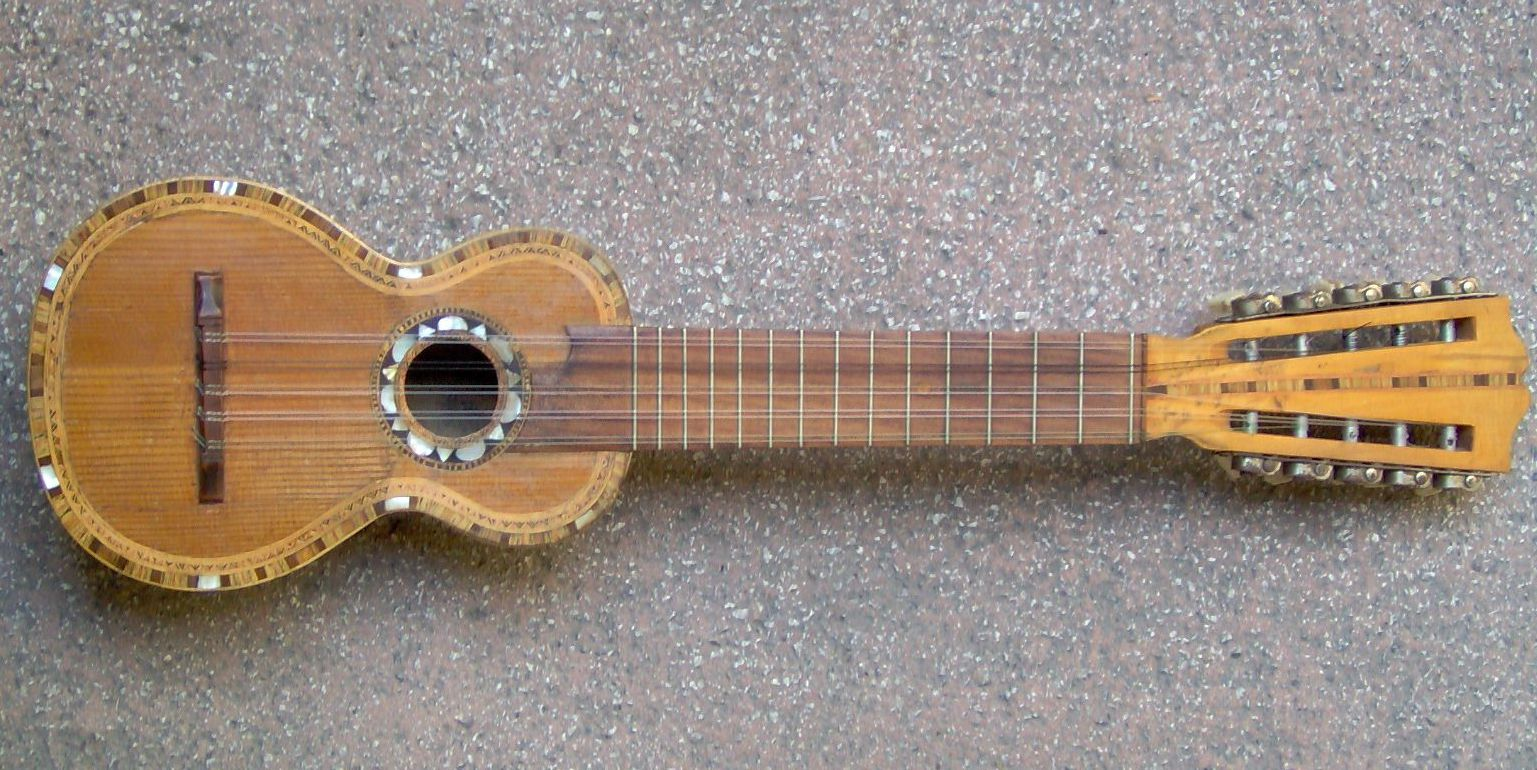
Гитара чаранго

Общая для креолов Южной Америки музыка сложилась под влиянием испанцев и носит ярко выраженный испанский характер. Креольская музыка андских стран обладает в целом едиными стилистическими чертами: преобладание мажора-минора, 3-дольного, а также переменного (6/8 + 3/4) метров, пения на 2 голоса параллельными терциями. При этом в каждом латиноамериканском государстве креольская музыка обладает характерными особенностями, делающими её отличной от других регионов.
В Боливии распространены креольские танцы самакуэка (куэка), гато, маринера, а из песенных жанров — лирические песни тристе и ярави. Типичным инструментом креолов является 6-струнная испанская гитара. Также встречаются диатоническая арфа арпа и гитара чаранго. Последняя относится к колониальной эпохе, имеет 5 двойных струн и иную, чем обычная гитара, настройку. Используется как аккомпанирующий инструмент. В ансамблевой игре чаранго зачастую поручается, наряду с аккомпанементом, мелодическая линия. Испанское влияние проявляется в песенно-танцевальном жанре чилена (вариант чилийской куэнки), в быстром парном танце байлесито.

## Отношение правительства
На официальном уровне национальная музыка является проблемным вопросом в Боливии. Когда в начале XX века в Буэнос-Айресе стала популярна музыка Анд, то Боливия обвинила аргентинских соседей в воровстве культурных традиций. С ростом в Чили стиля нуэва кансьон, находившегося под культурным влиянием Альтиплано (англ. Altiplano influeneced), новое направление также стало предметом обвинений, на этот раз чилийских соседей, с которыми сложились напряжённые отношения после Тихоокеанской войны. В свою очередь, чилийские артисты, приезжавшие на гастроли в Боливию, получали официальные установки не отзываться положительно о боливийской музыке. Несмотря на то, что в период национального единства политические перспективы Боливии сдвинулись, опасения правительства не исчезли. Фольклорные коллективы Боливии не только продолжали доминировать в Чили в среде альтиплано-музыки в 1970-х годах, но боливийское правительство продолжало протестовать (вплоть до настоящего времени), против использования иностранными исполнителями музыки, которую они считают боливийской по происхождению.

## Профессиональная музыка

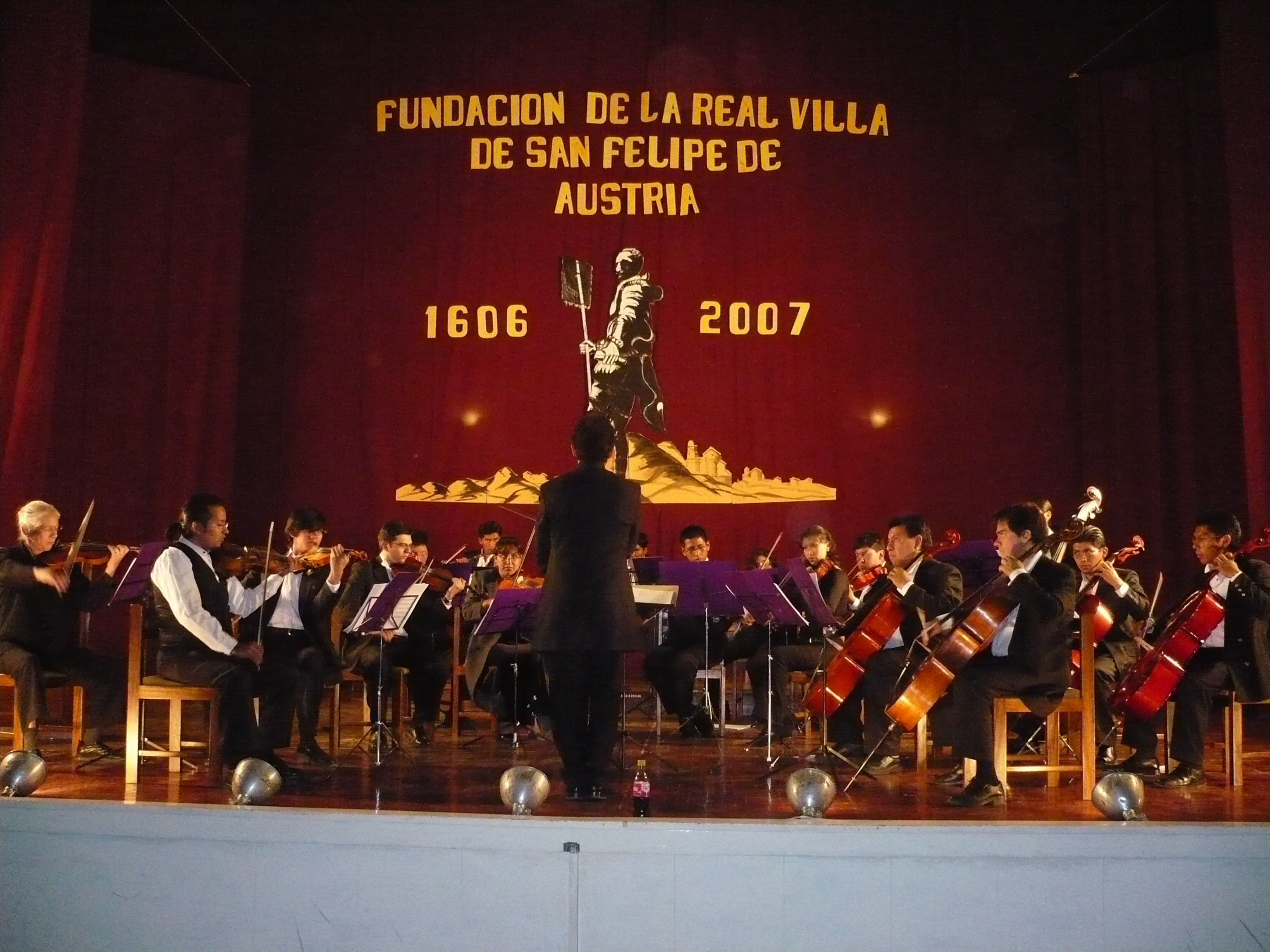
Симфонический оркестр Оруро

Национальная консерватория Боливии была основана в городе Ла-Пас в 1908 году. В то же время проявился интерес к индейскому музыкальному фольклору — так называемое течение индихенизма, получившее официальную поддержку. Яркими представителями музыкального индихенизма были композиторы и дирижёры Эдуардо Каба и Хосе Майдана. Эдуардо Каба, возглавивший Национальную консерваторию, является основоположником боливийской профессиональной музыки и автором вокальных, хоровых, инструментальных произведений. В том числе двух симфонических поэм «Потоси» и «Ильимани», и балета «Коллана». Будучи собирателем фольклора, он использовал в своих произведениях индейские мотивы. Хосе Майдана являлся руководителем Национального симфонического оркестра Боливии, автором симфонических произведений и четырёх балетов. Заметный вклад в профессиональную музыку внёс Теофило Варгас — композитор и фольклорист, Антонио Браво (исп. Antonio González Bravo) (1885—1962) — композитор и музыковед, Симеон Ронкаль (исп. Simeón Roncal), Умберто Монхе, композитор и гитарист Альфредо Домингес.

## Военная музыка

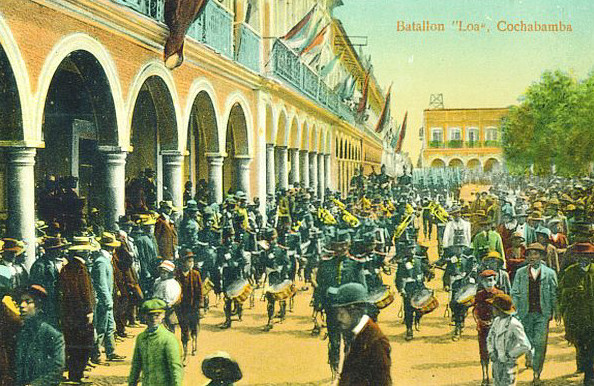
Военный оркестр в Кочабамба. 1905

20 мая 1889 была создана Академия военной музыки (исп. Academia de Música Militar). Для поднятия духа боливийских солдат во время пограничного конфликта в Акри, батальон «Индепенденсиа» (исп. Independencia, дословно — «Независимость») был укомплектован военным оркестром из 25 музыкантов под руководством Нестора Терразаса (исп. Néstor Terrazas) и Мануеля Делгадо (исп. Manuel Delgado). Во время марша длиной более 800 километров, оркестр в часы отдыха исполнял национальные произведения. Вооруженные действия, в которых принимал участие батальон, внесли большой вклад в победу республики. В 1902 году директором учреждения, переименованного в «Музыкальную школу» (исп. Escuela de Música), был назначен Франциско Пандо (исп. Francisco Suárez Pando), кларнетист и композитор, участник Тихоокеанской войны. Он сочинял сентиментальные марши, в память о боливийских победах на полях сражений, например «Талакоча» (исп. Talacocha), «Кантериас» (исп. Canterías), «Воспоминание об Оруро» (исп. Recuerdo de Oruro). В настоящее время школа носит название Музыкальной военной школы Армии (исп. Escuela Militar de Música del Ejército).

## Городская музыка
1920—1930-е годы в Ла-Пасе отмечены популярностью инкского фокстрота (исп. foxtrot incaico, fox incaico), стиля, возникшего, вероятнее всего, в Перу. Инкский фокс не имел ничего общего с инкской музыкой, и представлял собой жанр гибридного фокстрота, распространённого в те годы в разных странах Америки: араукано-фокс (исп. araucano-fox) в Чили, болеро-фокс на Кубе, восточный фокс (англ. oriental-fox) в США. Однако, по мнению боливийского музыканта Серхио Калеро, влияние традиций национальной музыки Боливии на привнесённую музыку начинается с 1930 года, когда Адриан Патиньо совместил американский фокстрот с боливийскими мотивами в композиции «Будет снег» (исп. Nevando está).
В 1933—1934 году ла-пасская газета «Ла семана графика» (исп. La Semana Gráfica) опубликовала 68 нот музыкальных произведений, 47 из которых были сочинены боливийскими композиторами. Среди музыки преобладали фокстроты, румбы, мексиканские ранчера и аргентинские танго.
Оркестр Фермина Баррионуэво (исп. Fermín Barrionuevo y Orquesta Típica y de Jazz) (1942) и ансамбль «Лос Херманос Молина» (исп. Los Hermanos Molina y su Jazz y Típica) (1947) исполняли популярные болеро, конги, румбы. Джаз-оркестры (исп. orquestas de jazz) и оркестры типика (дословно — «типичные оркестры»), смоделированные по образу аргентинских танго-ансамблей, были излюбленными музыкальными коллективами на вечеринках и публичных мероприятиях в Ла-Пасе, вроде карнавала 1945 года. Музыковед Фернандо Риос замечает, что в период революционного национал-движения в первой половине 1940-х, их музыка, а также женские вокальные дуэты и мужские болеро-трио, были гораздо популярнее в Ла-Пасе, чем действительно объединяющий национальный музыкальный стиль.
Фернандо Риос полагает, что первыми «звёздами» можно считать женские вокальные ансамбли «Лес Кантутас» (исп. Les Kantutas, от названия национального цветка) и «Лас Херманас Тейяда» (исп. Las Hermanas Tejada, Сёстры Тейяда), чей стиль был близок мексиканским вокальным дуэтам. Эти ансамбли из Ла-Пас стали очень популярны в 1940-х годах, благодаря выступлениям в прямом эфире на национальной радиостанции «Иллимани». «Лес Кантутас» были известны своими интерпретациями такуирари и карнивал (исп. carnival), и способствовали популярности этих жанров долин по всей стране.
Следующее десятилетие ознаменовалось популярностью кубинского болеро. Рауль Морено (исп. Raúl Moreno), бывший участник известного в СССР ансамбля «Лос Панчос» (исп. Los Panchos), выступал c боливийским болеро-трио «Лос Перегринос» (исп. Los Peregrinos, дословно — «Пилигримы») в обеих Америках. Популярным исполнителем болеро был и Артуро Собенес с группой «Лос Камбас» (исп. Arturo Sobenes y Los Cambas). В дополнение к международному репертуару, эти одетые в смокинги артисты также исполняли музыку местных креольских жанров, вроде уайно, часто под аккомпанемент чаранго.

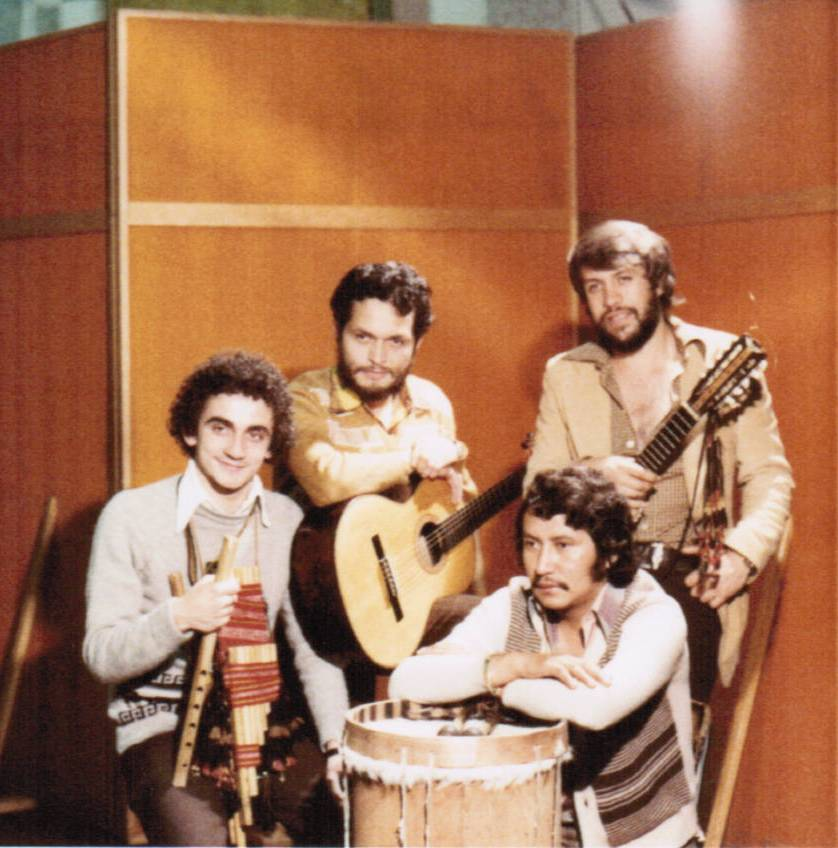
Коньюнто Савиа Андина. 1975

1960-е годы были отмечены появлением нового андского музыкального стиля коньюнто (исп. conjunto, дословно — «ансамбль»), быстро ставшим основной боливийской популярной музыкой. Популярная группа «Лос Хайрас», состоявшая из швейцарского кенаиста Жильбера Фавре и трёх боливийских музыкантов: гитариста Хулио Годоя (исп. Julio Godoy), исполнителя на бомбо и певца Эдгара Хоффрэ (исп. Edgar Yayo Joffré) и чарангоиста Эресто Кавоура, начали эту тенденцию. Инструментальный состав «Лос Хайрас» стал основой для многих боливийских ансамблей коньюнто. Их стиль, исполняемый в красочных пончо, обычно отмечался на грампластинках и фольклорными заведениями пеньяс (исп. peñas) как «фольклор», однако Фернандо Риос считает, что на самом деле стиль относился к области популярной городской музыки и имел мало общего с музыкой коренных народов Боливии. Коньюнто Савиа Андина, как и популярные фольклорные ансамбли других стран, больше стилизовывали народные традиции для городских слушателей. Например, они играли на кена и зампонья в качестве сольного инструмента или в дуэте, в отличие от коллективного исполнения жителей гор в духовых ансамблях тропа (исп. tropa). Большую роль в популяризации этого стиля сыграли национальные и международные средства массовой информации.
В конце 1960-х годов «Лос Рупай» (исп. Los Ruphay) из Ла-Паса выполнил несколько более точные интерпретации сельской музыки коренных народов для записей, ориентированных на туристический спрос народной музыки Боливии. Фьюжн-группа «Вара» (исп. Wara) исполняла подобный национальный репертуар, а также номера в стилях рок и хеви-метал. «Групо Аймара» (исп. Grupo Aymara), «Колламарка» (исп. Kollamarka) и парижский ансамбль «Боливиаманта» (фр. Boliviamanta) также следовали этой тенденции в 1970-х и 1980-х годах.

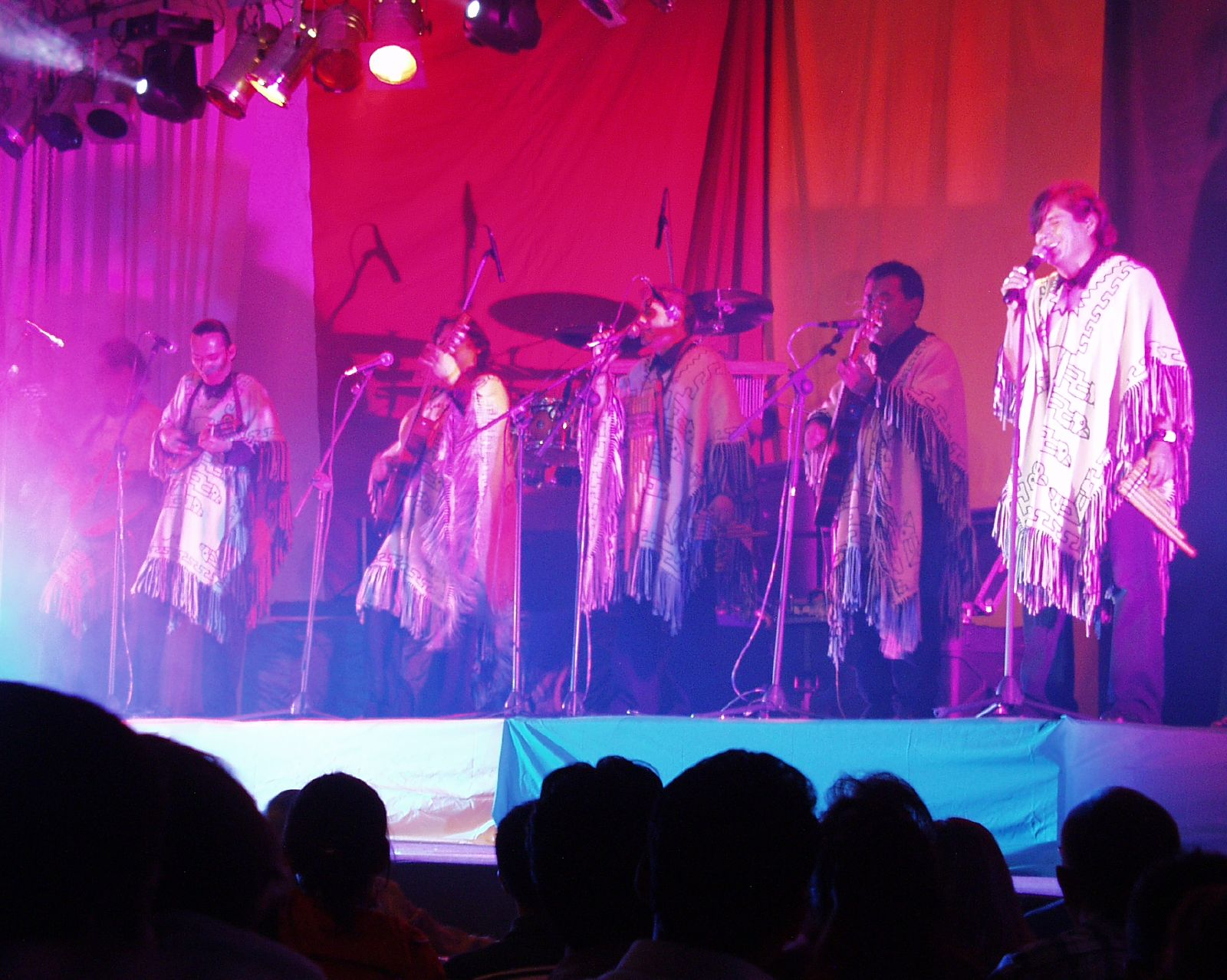
«Лос Кхаркас»

Ансамбль «Лос Кхаркас» из Кочабамбы стал самым популярным ансамблем в Боливии 1980-х годов. К стандартному составу коньюнто «Лос-Кхаркас» добавили ронроко (исп. ronroco) (большую чаранго) и уанкара. В записях группы представлены креольские жанры разных регионов, особенно из Андских гор и долин. Многие из их хитов являют собой капоралес и чунтункуис (исп. chuntunquis). «Лос Кхаркас» помог популяризировать креольские жанры на всей территории Боливии и за её пределами. Танцевальные капоралес, которые часто путают с афро-боливийским сая (исп. saya), очень нравятся молодёжи. Тройной метр чунтункуис похож на латиноамериканскую баладу (исп. balada, дословно — «баллада»), когда он интерпретируется в характерном романтическом стиле «Лос-Кхаркас». В число многочисленных групп этого направления входят «Проессьон» и «Амару» (исп. Amaru).
Латиноамериканская музика тропикал (дословно — «тропическая музыка») доминировала на радиостанциях Боливии с 1990-х годов. Боливийские музика тропикал-группы (которые были в основном родом из Ла-Паса и Кочабамбы, а не из тропиков) в основном исполняют колумбийский жанр кумбия, чей двойной размер напоминает андийский уайно. Боливийские группы «Марою» (исп. Maroyu) и «Климас» (исп. Climax), чей перуанский стиль влияния известен как кумбия чичи (исп. cumbia chichi), часто адаптируют местные уайно к кумбиям, а также играют свои собственные композиции. Более популярными являются музика тропикал-ансамбли, созданные по образцу аргентинских и уругвайских групп.

## Рок-музыка

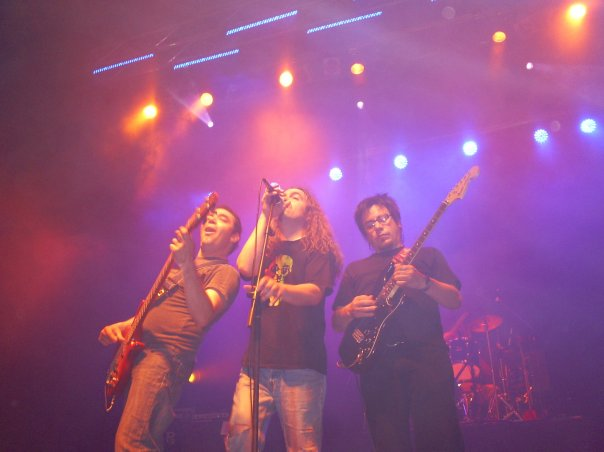
Loukass. 2008

Первые рок-группы 1960-х годов поначалу исполняли популярные зарубежные песни на испанском языке. По мнению Фернандо Риоса, их вдохновляли латиноамериканские ансамбли так называемой нуэва ола (исп. Nueva Ola, дословно — «новой волны»), а появление групп стимулировалось развитием городской грамзаписи. Одним из первых ансамблей в боливийской рок-грамзаписи стал «Оркуэста Лира» (исп. Orquesta Lyra, дословно — «Оркестр „Лира“») (1963).
C 1963 года в Ла-Пасе стали появляться молодёжные клубы в которых группировки молодых людей 13—19 лет соревновались в проведении лучших вечеринок — приглашали девушек из разных учебных заведений, договаривались с группами, которые играли на танцах. К примеру, клуб «Лос Ботонс» (исп. Los Botons) организовывал вечеринки с местными группми «Лос Бонни Бой Хотс» (исп. Los Bonny Boy Hot's) и «Лос Гриллос» (англ. Los Grillos), и приглашал на выступления уругвайские группы «Лос Иракундос» (исп. Los Iracundos) и «Лос Шейкерс» (исп. Los Shakers). Журнал «Ла Расон» (исп. La Razón) пишет, что вечеринки обычно проводились с 5 до 9 часов вечера. Со временем некоторые боливийские группы, например «Лос Гриллос», получили известность за рубежом. На рубеже десятилетия некоторые рок-группы расширили стилистические рамки под влиянием регионального фольклора.
С 1990-х годов одной из самых популярных рок-групп является «Октавия» (исп. Octavia). С 2000-х годов активны рок и поп-группы Loukass, Azul Azul и Atajo.

## Звукозапись
Первой боливийской фирмой грамзаписи считается «Мендес» (исп. Méndez), основанная Альберто Мендесом (исп. Alberto Méndez) и его братом Гастоном (исп. Gastón) в 1949 году (во второй половине 1960-х у этой фирмы появилось ответвление под названием «Псикофасико» (исп. Psicofasico), занявшееся выпуском психоделического рока).
В 1958 появилась частная фирма «Дисколандия» (исп. Discolandia), которая выпустила, в основном, грампластинки популярных зарубежных исполнителей: Нэт Кинг Коул (1962), Энди Уильямс (1971), Донна Саммер (1975), а также отметилась выпуском местных поп-ансамблей: «Херманитас Салданья» (исп. Hermanitas Saldaña, Сёстры Салдана) (1968), «Лос Экос» (исп. Los Ecos) (1969).

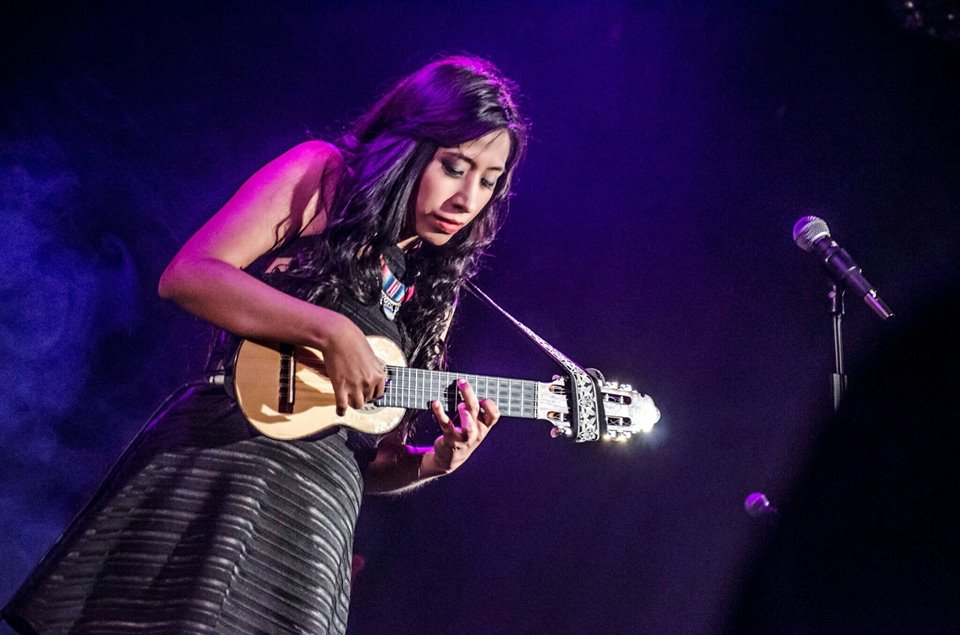
Артистка Люсиель Изуми. 2017

Фирма грамзаписи «Диско Эксито» (исп. Disco Exito), функционировавшая с 1960-х годов и её ответвление, фирма «Лира» (исп. Lyra), выпускали грампластинки, в основном местных бит- («Лос Гриллос», «Лос Донкис» (исп. Los Donkeys)) и фолк- («Лос Жайрас», «Трио Ориентал» (исп. Trio Oriental)) исполнителей. Местное производство c 1960-х годов имели зарубежные фирмы CBS Columbia (Джильола Чинкветти), Odeon («Битлз»).
В 2000-х годах был выпущен сборник из трёх дисков «Лучшее из боливийской музыки» (исп. Lo Mejor de la Musica Boliviana) с композициями, записанными в период 1958—2015 годов. Два диска посвящены фольклору и один содержит рок, поп-музыку и баллады.
Записи известных боливийских рок-групп были выпущены также в начале 2000-х годов на компакт-дисках и сборниках.

## Комментарии
1. ↑  На испанском их чаще называют метисами (исп. mestizo).